# شکارچی انسان ۲
شکارچی انسان ۲ (به انگلیسی: Manhunt 2) یک بازی مخفی‌کاری و در ژانر وحشت روان‌شناختی است که توسط راک‌استار گیمز منتشر شده است. این بازی توسط راک‌استار لندن برای مایکروسافت ویندوز و پلی‌استیشن ۲ و توسط راک‌استار لیدز برای پلی‌استیشن همراه و توسط راک‌استار تورنتو برای وی توسعه‌یافته است. وین عنوان ادامه‌ای برای شکارچی انسان در سال ۲۰۰۳ است که در ۲۹ اکتبر ۲۰۰۷ در آمریکای شمالی و در ۳۱ اکتبر ۲۰۰۸ در بریتانیا منتشر شد.

## بازتاب‌ها
شکارچی انسان ۲ با نقدهای ضد و نقیض به خوبی مواجه شد.
| گردآورنده | امتیاز      | امتیاز          | امتیاز |
| گردآورنده | پلی‌استیشن ۲ | پلی‌استیشن همراه | وی     |
| --------- | ----------- | --------------- | ------ |
| متاکریتیک | 67/100      | 69/100          | 62/100 |

| ناشر                  | امتیاز      | امتیاز          | امتیاز  |
| ناشر                  | پلی‌استیشن ۲ | پلی‌استیشن همراه | وی      |
| --------------------- | ----------- | --------------- | ------- |
| وان‌آپ.کام             | D+          | ن/م             | ن/م     |
| گیم اینفورمر          | ن/م         | ن/م             | 7.75/10 |
| گیمزمستر              | ن/م         | ن/م             | 88%     |
| گیم‌اسپات              | 7.5/10      | 7.5/10          | 7.0/10  |
| آی‌جی‌ان                | 7.5/10      | 7.5/10          | 7.7/10  |
| نینتندو پاور          | ن/م         | ن/م             | 7.5/10  |
| اوپی‌ام (ایالات متحده) | 80%         | ن/م             | ن/م     |
| پلی                   | 82%         | ن/م             | ن/م     |
| پی‌اس‌ام۳               | 83%         | ن/م             | ن/م     |
| ایکس پلی              | ن/م         | ن/م             | 2/5     |

| ناشر    | جایزه                                                                    |
| ------- | ------------------------------------------------------------------------ |
| Complex | The 100 Best Video Games Of The Complex Decade by Complex Magazine (#81) |